# Hetyefő
Hetyefő ist eine ungarische Gemeinde im Kreis Sümeg im Komitat Veszprém.  Ungefähr sieben  Prozent der Bewohner zählen zur Volksgruppe der Roma.

## Geografische Lage
Hetyefő liegt 57 Kilometer westlich des Komitatssitzes Veszprém und 12 Kilometer nordwestlich der Kreisstadt Sümeg an dem Fluss Vörös-víz, der östlich der Gemeinde n den Fluss Marcal mündet. Nachbargemeinden sind Dabronc, Zalaerdőd und Megyer.

## Geschichte
Im Jahr 1907 gab es in der damaligen Kleingemeinde 23 Häuser und 209 Einwohner auf einer Fläche von 712  Katastraljochen. Sie gehörte zu dieser Zeit zum Bezirk Sümeg im Komitat Zala.

## Sehenswürdigkeiten
- Glockenturm
- Schmiedeeisernes Wappen, am Gemeinschaftshaus
- Weltkriegsdenkmal

## Verkehr
Durch Hetyefő verläuft die Nebenstraße Nr. 73168. Es bestehen Busverbindungen nach Zalaerdőd sowie über Dabronc, Gógánfa, Ukk und Rigács nach Zalameggyes. Der nächstgelegene Bahnhof befindet sich zweieinhalb  Kilometer südlich in Dabronc.